# Croûton
Croûtons sind kleine Würfel von geröstetem oder in Fett gebratenem Brot. Sie dienen als Suppeneinlage (traditionell bei Fischsuppe und Tomatensuppe), als Salateinlage (besonders bei Caesar Salad oder Feldsalat), als Beilage oder als Unterlage für kleine Fleischstücke, Ragouts und Ähnliches (z. B. bei Bruschetta). Kartoffelklöße werden häufig mit einigen Croûtons gefüllt.

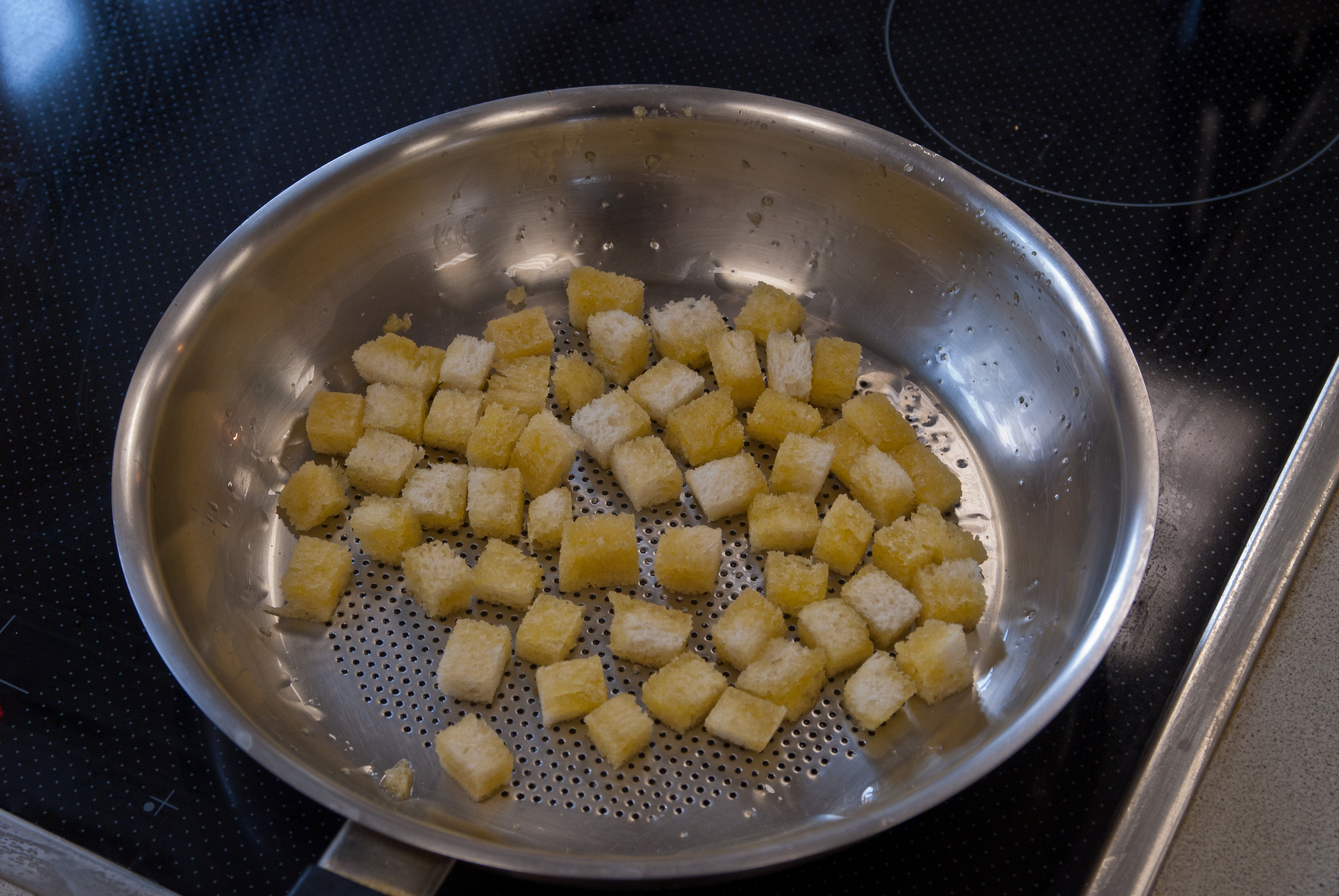
Braten von Croûtons in Butter

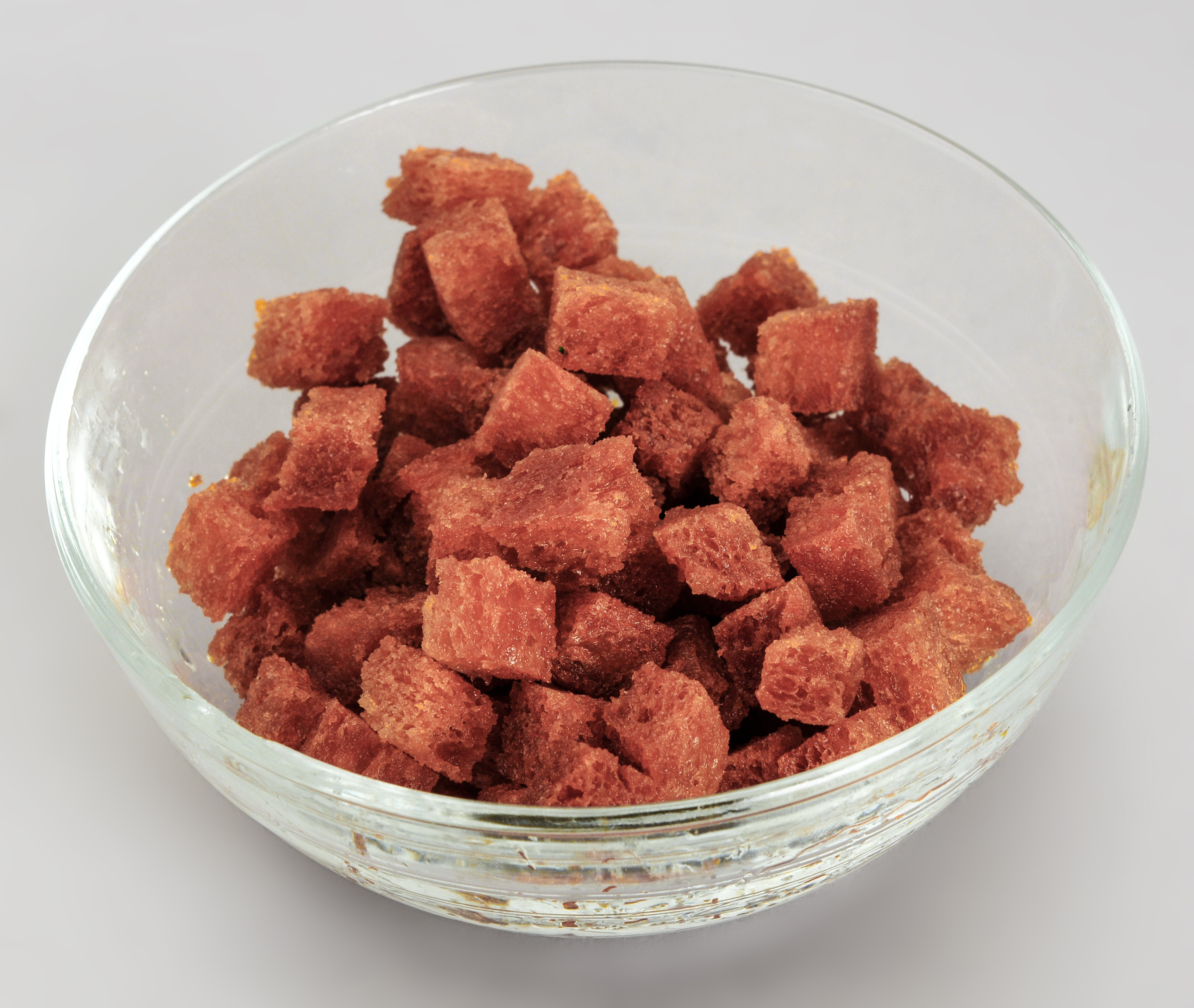
Weißbrotcroutons

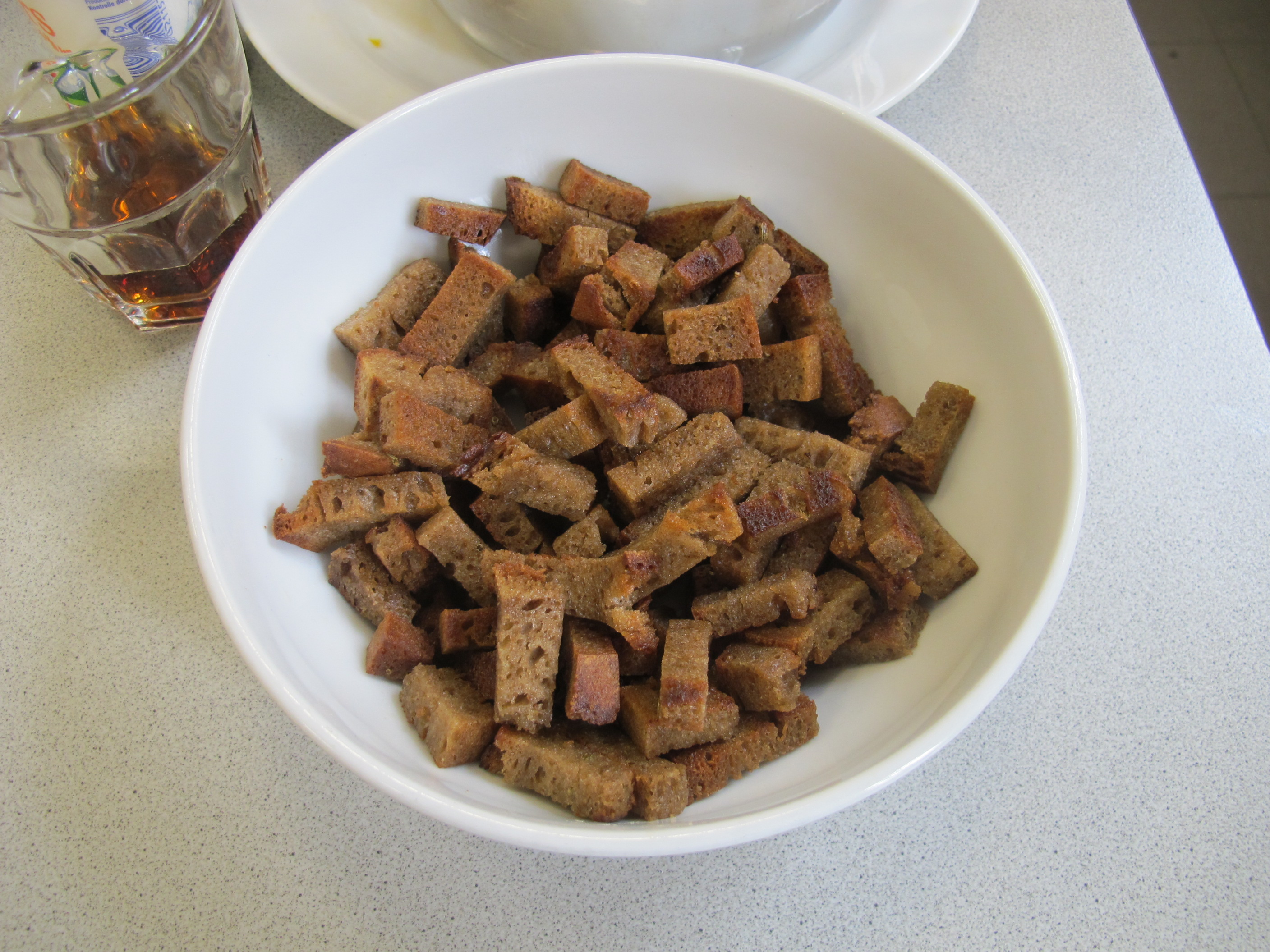
Mischbrotcroutons

Regional werden Croûtons auch als Semmelbrösel bezeichnet.
So enthalten etwa Thüringer Klöße geröstete Weißbrotwürfel, die dort Semmelbrösel heißen.
Größere, ausgehöhlte und gefüllte Croûtons sind Croûtes.

## Geschichte
Croûtons leiten sich etymologisch von lat. crusta = die Kruste; crustum = mit einer Kruste versehenes feines Backwerk, Zuckerwerk; ab bzw. deren Verkleinerung: crustulum = Zuckerplätzchen.
Im Französischen taucht der Begriff Croûton zuerst im 17. Jahrhundert auf als Beschreibung eines kleinen Stückchens Brotkruste, serviert zu Getränken.
Im 18. Jahrhundert findet sich der Begriff in der deutschsprachigen Oeconomischen Encyclopädie:

„Croutons heissen in der Kochkunst Semmelscheiben oder Franzbrodrinden (entweder ganz, oder auch in Würfeln zerschnitten), die man in heißer Butter hart gebacken hat.“

Etwa einhundert Jahre später findet sich der Begriff in Ausweitung dieser (bisher) einfachen Formen:

„Croutons sind Scheiben von Milchbrod oder Semmel, welche in Form von Dreiecken, halben Monden, kleinen Coteletts etc. geschnitten, entweder in Butter gelbgebraten oder in Backbutter ausgebacken, oder mit wenig Milch angefeuchtet, mit Salz bestreut, mit Ei und Semmel panirt und in Backbutter ausgebacken werden, um zum Garniren mancher Gemüse oder anderer Speisen zu dienen. Auch nennt man Milchbrod, welches in kleine runde Scheiben ausgestochen oder in fingergliedlange schmale Streifen geschnitten und in Butter gelbgebraten oder im Ofen gelbgetrocknet wurde, Croutons. Letztere giebt man in Suppen.“

Noch einmal 50 Jahre später sind Croûtons:

„Croutons sind Halbmonde, Dreiecke, Vierecke aus Semmel- oder Zwiebackscheiben geschnitten, die in heißer Butter oder Schmalz zu hellbrauner Farbe gebacken. Man verwendet sie zur Garnitur für Fleischpuddings, Frikassees, Ragouts, Gemüsen. Sie werden auch als Dreiecke aus Aspik geschnitten und zur Garnitur von kaltem Fleisch, Fisch, Salat verwendet.“

Heute bezeichnen sie in der Regel, wie ursprünglich, einfache Brot- oder Kräuterbrotwürfel, die in Fett (vorrangig Butter) geröstet werden und als Beilage zu Suppen und Salaten gereicht werden.